# John Hughes
John Wilden Hughes Jr. (n. 18 februarie 1950, Lansing, Michigan, SUA – d. 6 august 2009, New York City, New York, SUA) a fost un regizor, scenarist, cineast american. 
Hughes și-a început cariera în 1970 ca autor de eseuri și povestiri umoristice pentru revista National Lampoon⁠(d). A continuat să scrie, să producă și în unele cazuri să regizeze la Hollywood unele dintre cele mai de succes filme de comedie din anii 1980 și 1990: O vacanță de tot râsul, Domnul mămică⁠(d), O aniversare cu bucluc⁠(d), Femeia ideală⁠(d), Școala de sâmbătă, Chiulangiul⁠(d), Pretty in Pink⁠(d), O iubire minunată⁠(d), Avioane, trenuri și automobile, Viața în trei⁠(d), Unchiul Buck, Singur acasă, Dutch⁠(d), Beethoven (scris sub pseudonimul Edmond Dantès), Dennis, pericol public⁠(d) și Sunt plecat în oraș.
Cel mai mare succes al său a venit odată cu găsirea unei distribuții inspirate  de adolescenți din anii 1980, ilustrând o generație și stabilind noi puncte de reper pentru filmele cu adolescenți. filmele lui Hughes sparg de obicei convențiile, folosind stop-cadre și cronologii suspendate sau prelungite.
Majoritatea proiectelor lui Hughes au loc în  zona metropolitană Chicago. Acesta este cunoscut pentru filmele sale de comedie, care reprezentau în mod sincer viețile adolescenților din suburbii. Multe dintre personajele sale au fost scrise pentru actrița Molly Ringwald, muza lui Hughes.
În vara anului 2009, în timpul unei plimbări de dimineață în New York, Hughes a suferit un atac de cord fatal. Influența sa a fost recunoscută de industria cinematografică, inclusiv la cea de-a 82-a ediție a Premiilor Oscar de către actori precum Ringwald, Matthew Broderick, Anthony Michael Hall, Chevy Chase și Macaulay Culkin. Hughes a fost responsabil de lansarea carierei unor actori ca Michael Keaton, Bill Paxton, Hall, Broderick, Culkin și membrii grupului Brat Pack⁠(d).

## Biografie
Hughes s-a născut pe 18 februarie 1950 în Lansing, Michigan, fiul lui Marion Crawford, voluntar în activități de caritate, și al lui John Hughes Sr., agent de vânzări. A fost singurul fiu al familiei, care mai avea încă trei fiice. Și-a petrecut primii doisprezece ani din viață în Grosse Pointe, Michigan⁠(d); a fost fan al  acesta fiind fan al hocheistului Gordie Howe⁠(d), jucător al echipei Detroit Red Wings.  Hughes s-a caracterizat drept un copil „destul de liniștit”.
„Am crescut într-un cartier populat în mare parte de fete și bătrâni. Nu erau băieți de vârsta mea, așa că petreceam mult timp singur, imaginându-mi chestii. Și de fiecare dată când ne stabileam undeva, ne mutam [din nou]. Viața a început să devină bună în clasa a VII-a, iar apoi ne-am mutat la Chicago. Am ajuns într-un liceu foarte mare și nu cunoșteam pe nimeni. Dar apoi au apărut The Beatles (și) mi-a schimbat toată viața. Iar apoi a apărut melodia Bringing It All Back Home a lui Bob Dylan și m-a schimbat cu adevărat. Joi eram o persoană, iar Vineri eram altă persoană. Eroii mei au fost Dylan, John Lennon și Picasso[...]”
În 1963, familia lui Hughes s-a mutat în Northbrook, Illinois⁠(d), o suburbie din Chicago. Acolo, tatăl său și-a găsit de lucru în domeniul vânzărilor, comercializând materiale pentru acoperișuri. Hughes a urmat la Gimnaziul Grove, iar apoi a continuat studiile la Liceul Glenbrook North⁠(d); acesta loc i-a influențat filmele, care i-au creat reputația. A cunoscut-o în liceu pe Nancy Ludwig, majoretă și viitoarea sa soție. În adolescență, filmele au reprezentat o evadare din realitate pentru Hughes. Conform prietenului său din copilărie, Jackson Peterson, „Mama și tatăl său îl criticau foarte mult (...) Ea [Marion] critica tot ce voia John să facă”. Hughes era un mare admirator al formației Beatles și, potrivit mai multor prieteni, știa multe despre filme și grupul Rat Pack⁠(d).

## Cariera
După ce a renunțat la studii și a părăsit Universitatea din Arizona, Hughes a început să vândă glume unor comici consacrați precum Rodney Dangerfield și Joan Rivers. Acesta a profitat de glumele scrise pentru a obține un loc de muncă la Needham, Harper & Steers⁠(d) ca redactor de publicitate în Chicago în 1970 și mai târziu la Leo Burnett Worldwide în 1974. În această perioadă, Hughes a creat celebra campanie publicitară Edge „Credit Card Shaving Test”.
Activitățile sale pentru marca de țigări Virginia Slims⁠(d) includeau drumuri frecvente la sediul companiei Philip Morris⁠(d) din New York City, fapt care i-a permis să viziteze birourile revistei National Lampoon. La scurt timp după aceea, Hughes a devenit colaborator; editorul P. J. O'Rourke⁠(d) își amintea cum „John scris atât de repede și atât de bine încât era dificil pentru o revistă lunară să țină pasul cu el”. Una dintre primele povești alesale, inspirată de călătoriile sale cu familie în copilărie, a fost „Vacanța ’58”, care ulterior a stat la baza filmului O vacanță de tot râsul. Alte contribuții pentru revista Lampoon au fost povestirile „Penisul meu” și „Vaginul meu” de Ziua păcălelilor; acestea au scos în evidență faptul că Hughes cunoaște dialectul adolescentin și înțelege greutățile tipice ale vieții de adolescent.
Primul său scenariu creditat, National Lampoon's Class Reunion⁠(d), a fost scris în timp ce activa pentru revistă. Filmul rezultat a eșuat în a obține același succes comercial ca filmul National Lampoon's Animal House⁠(d). Următorul scenariu al lui Hughes, O vacanță de tot râsul, avea să obțină un succes major în 1983. Succesul acestui proiect și al filmului Domnul mămică i-a adus un contract pentru trei filme cu Universal Pictures.

### Filme despre adolescenți
Debutul regizoral al lui Hughes, O aniversare cu bucluc⁠(d), a primit critici pozitive când a fost lansat în 1984, în mare parte datorită reprezentării oneste a vieții de adolescent și a dinamicii sociale a vieții de liceu, spre deosebire de comediile inspirate de Barul lui Porky⁠(d) lansate la vremea respectivă. A fost primul film dintr-un șir de proiecte despre procesul de maturizare al adolescenților⁠(d) în timpul liceului: Școala de sâmbătă, Femeia ideală, Pretty in Pink, Chiulangiul și O iubire minunată.

### Alte filme
În încercarea de a evita să fie asociat în calitate de producător doar cu filmele pentru adolescenți, Hughes a scris, regizat și produs în 1987 comedia de succes Avioane, trenuri și automobile, cu Steve Martin și John Candy în rolurile principale. Următoarele sale proiecte nu au fost atât de bine primite de critici, deși filme precum Unchiul Buck și Un Crăciun de neuitat au devenit populare. Ultimul film regizat de Hughes a fost Curly Sue⁠(d) în 1991. În acel an, compania sa de producție - John Hughes Entertainment - semnase diverse contracte cu 20th Century Fox și Warner Bros.
Cel mai mare succes comercial al lui Hughes a fost Singur acasă (1990), un film despre un copil uitat în urmă de familia sa plecată în vacanța de Crăciun. Filmul a fost produs și scris de către Hughes. Acesta a finalizat prima versiune a scenariului pentru Singur acasă în doar 9 zile. A fost filmul cu cele mai mari încasări ale anului 1990 și rămâne cea mai de succes comedie de familie din toate timpurile. Filmul a avut două continuări: Singur acasă 2: Pierdut în New York în 1992 și Singur acasă 3 în 1997. Alte proiecte realizate în această perioadă și influențate de Singur acasă au fost Dennis, pericol public (1993) și Sunt plecat în oraș (1994).
De asemenea, a scris scenarii sub pseudonimul Edmond Dantes⁠(d) (sau Dantès), după protagonistul romanului lui Alexandre Dumas Contele de Monte Cristo. Scenariile atribuite numelui Dantes includ Camerista⁠(d), Garda de corp⁠(d) și Beethoven.

### Colaborarea cu John Candy
Actorul John Candy a avut multe roluri memorabile în filme scrise, regizate sau produse de Hughes, printre care O vacanță de tot râsul (1983), Avioane, trenuri și automobile (1987), Război în familie⁠(d) (1988), Unchiul Buck (1989), Singur acasă ( 1990), Oportunități⁠(d) (1991) și Numai cei singuri (1991).
De-a lungul anilor, Hughes și Candy au dezvoltat o apropiată relație de prietenie. Hughes a fost foarte afectat de moartea prematură a lui Candy ca urmare a unui atac de cord în 1994. Conform actorului Vince Vaughn, „Vorbea foarte mult despre cât de mult îl iubea pe Candy - dacă Candy ar fi trăit mai mult, cred că John ar fi regizat mai multe filme”.

### Scenarii respinse
- Jaws 3: People 0 – o parodie a filmului Fălci (1979)[34]
- The History of Ohio from the Beginning of Time to the End of the Universe, cunoscut și sub numele de National Lampoon's Dacron, Ohio[35] (1980; cu PJ O'Rourke)
- The Joy of Sex: A Dirty Love Story  (1982; câteva schițe scrise împreună cu Dan Greenburg⁠(d))
- Debs – o satira despre tinerele⁠(d)din Texas [36] (1983; Aaron Spelling Productions⁠(d))
- The New Kid[37] (1986)
- Oil and Vinegar⁠(d) – o poveste despre un viitor mire și o tânără autostopistă care vorbește despre viața lor în timpul unei călătorii cu mașina[38] (1987)
- Bartolomeu Vs. Neff – un film cu Sylvester Stallone și John Candy[39] (1991)
- Black Cat Bone: The Return of Huckleberry Finn[37] (1991)
- The Nanny[40] (1991)
- The Bugster[41] (1991)
- Ball 'n' Chain[42]  (1991)
- Lungmetrajul Peanuts – Warner Bros. a achiziționat drepturile de film pentru a realiza un film cu Charlie Brown, Hughes fiind pregătit să producă și să scrie[37] (1993)
- The Bee – un lungmetraj Disney pe care actorul Daniel Stern ar fi trebuit să-l regizeze[43] (1994)
- Bilete – Adolescenții așteaptă peste noapte pentru bilete gratuite la un concert de adio [44] (1996)
- How the Grinch Stole Christmas - Hughes a trimis o versiune cinematografică a filmului How the Grinch Stole Christmas! la diverse studiouri înainte de a fi adaptat în filmul din 2000[45] (1998)
- The Grigsbys Go Broke[46] (2003)

## Ultimii ani
În 1994, Hughes s-a retras din lumina reflectoarelor și s-a mutat înapoi în  Chicago. În anul următor, Hughes și Ricardo Mestres, ambii având contracte de producție cu Walt Disney Pictures, au format compania de producție⁠(d) Great Oaks Entertainment. Hughes a lucrat la Chicago, în timp ce Mestres avea sediul în Los Angeles. Compania a produs filmele Jack⁠(d), 101 Dalmațieni⁠(d) și 'Flubber', dar Hughes și Mestres și-au încheiat parteneriatul în 1997. Filmul Răzbunarea⁠(d) din 1998, care a fost produs de Hughes și Mestres, a fost ulterior creditat drept „o lansare Gramercy Pictures⁠(d) a unei producții John Hughes și Ricardo Mestres”.
În anii următori, Hughes a acordat rar interviuri presei, cu excepția câtorva în 1999 pentru a promova albumul cu coloana sonoră a filmului Răzbunarea. Albumul a fost compilat de fiul lui Hughes, John Hughes III, și lansat pe casa de discuri a fiului său, Hefty Records⁠(d) . De asemenea, a înregistrat un comentariu audio⁠(d) pentru lansarea  din 1999 a DVD-ului Chiulangiul.

## Viața personală și moartea
În 1970, Hughes, în vârstă de 20 de ani, s-a căsătorit cu Nancy Ludwig, pe care a cunoscut-o în liceu. Cei doi au avut doi copii: John Hughes III (născut în 1976) și James Hughes (născut în 1979). Au fost împreună până la moartea sa în 2009. Nancy Hughes a murit pe 15 septembrie 2019.
Pe 5 august 2009, Hughes și soția sa au călătorit în New York pentru a-și vizita fiul James și pe noul lor nepot. James a declarat că tatăl său părea sănătos în noaptea aceea, iar familia și-a făcut planuri pentru a doua zi. În dimineața zilei de 6 august, Hughes se plimba pe lângă hotelul său de pe West 55th Street din Manhattan, moment în care suferit un atac de cord. A fost dus de urgență la Spitalul Roosevelt⁠(d), unde a fost declarat mort la vârsta de 59 de ani Înmormântarea lui Hughes a avut loc pe 11 august în Chicago; a fost înmormântat în Cimitirul Lake Forest⁠(d). La slujba au participat soția sa, cei doi copii și nepoții săi.

## În cultura populară
Episodul pilot⁠(d) al comediei NBC Studenti part-time⁠(d), difuzat pe 17 septembrie 2009, i-a fost dedicat lui Hughes. Episodul a inclus mai multe referințe la Școala de sâmbătă și s-a încheiat cu un cover al melodiei „Don’t You (Forget About Me)⁠(d)”. Episodul „Don’t You Forget About Me” al serialului One Tree Hill, difuzat pe 1 februarie 2010, s-a încheiat cu o scenă similară cu cea din finalul filmului O aniversare cu bucluc și a inclus referințe la filmele sale. Episodul „Sheesh! Cab, Bob?⁠(d)” din 2011 al serialului animat Bob's Burgers⁠(d) a adus un omagiu filmului O aniversare cu bucluc.
După moartea lui Hughes, mulți dintre actorii care l-au cunoscut au comentat impactul pe care acesta l-a avut asupra lor și asupra industriei cinematografice. Molly Ringwald a declarat: „Am fost uluită și incredibil de tristă să aud despre moartea lui John Hughes. A fost și va fi întotdeauna o parte atât de importantă a vieții mele. [...] Îi vom duce lipsa - atât eu, cât și cei pe care i-a influențat. Inima mea și toate gândurile mele sunt acum cu familia sa.” Matthew Broderick a declarat la rândul său că „sunt cu adevărat șocat și întristat de vestea morții vechiul meu prieten John Hughes. Era un om minunat, foarte talentat și inima mea este alături de familia sa.”
A fost omagiat în cadrul celei de-a 82-a ediție a Premiilor Oscar din 2010. Un videoclip retrospectiv a prezentat scene din filmele lui Hughes, iar foști actori din filmele sale - Molly Ringwald, Matthew Broderick, Macaulay Culkin, Judd Nelson⁠(d), Ally Sheedy⁠(d), Anthony Michael Hall și Jon Cryer - au urcat pe scenă și l-au comemorat.
În unele filme și seriale, liceele fictive au primit numele John Hughes în memoria sa: Încă un film despre adolescenți?! (2001), sitcomul Disney Channel Totul pentru dans (2010–2013) și filmul Hallmark din 2016 Date With Love .
Contribuțiile lui Hughes au influențat o nouă generație de cineaști mileniali, inclusiv serialul web Teenagers⁠(d) al lui M. H. Murray⁠(d). Acesta a declarat că „mi-a plăcut cum John Hughes a scris despre adolescenți... Erau imperfecți într-un mod oarecum autentic”. Kelly Fremon Craig⁠(d), care a scris și regizat filmul Probleme la 17 ani⁠(d), l-a menționat pe Hughes drept o sursă de influență.
John Hughes este menționat în melodia lui Jesu/ Sun Kil Moon⁠(d) „Hello Chicago”. Mark Kozelek⁠(d) își amintește cum într-o conversație telefonică, acesta i-a cerut lui Hughes 15.000 de dolari pentru a-și lansa albumul Songs for a Blue Guitar⁠(d) (lansat de formația sa The Red House Painters). Hughes a fost de acord, spunându-i „ești tânăr și devii cântăreț de succes, iar eu sunt doar un bătrân care trăiește în Chicago”.
Trupa britanică de indie pop The 1975 îl menționează pe Hughes drept influență.
Maisie Peters⁠(d) a lansat o melodie numită „John Hughes Movie” în 2021.

## Filmografie

### Filme
| An   | Titlu                                 | Regizor | Scenarist | Producător    | Note                                                                                    |
| ---- | ------------------------------------- | ------- | --------- | ------------- | --------------------------------------------------------------------------------------- |
| 1982 | National Lampoon's Class Reunion      | Nu      | Da        | Da            |                                                                                         |
| 1983 | Mr. Mom                               | Nu      | Da        | Nu            |                                                                                         |
| 1983 | National Lampoon's Vacation           | Nu      | Da        | Nu            | Bazat pe povestirea "Vacation '58", autor versuri pentru "Walley World National Anthem" |
| 1983 | Nate and Hayes                        | Nu      | Da        | Nu            |                                                                                         |
| 1984 | Sixteen Candles                       | Da      | Da        | Nu            |                                                                                         |
| 1985 | The Breakfast Club                    | Da      | Da        | Da            |                                                                                         |
| 1985 | European Vacation                     | Nu      | Da        | Nu            | Scris împreună cu Robert Klane                                                          |
| 1985 | Weird Science                         | Yes     | Da        | Nu            |                                                                                         |
| 1986 | Pretty in Pink                        | Nu      | Da        | Prod.executiv |                                                                                         |
| 1986 | Ferris Bueller's Day Off              | Da      | Da        | Da            |                                                                                         |
| 1987 | Some Kind of Wonderful                | Nu      | Da        | Da            |                                                                                         |
| 1987 | Planes, Trains and Automobiles        | Da      | Da        | Da            | Autor versuri pentru "I Can Take Anything"                                              |
| 1988 | She's Having a Baby                   | Da      | Da        | Da            |                                                                                         |
| 1988 | The Great Outdoors                    | Nu      | Da        | Da            |                                                                                         |
| 1989 | Uncle Buck                            | Da      | Da        | Da            |                                                                                         |
| 1989 | National Lampoon's Christmas Vacation | Nu      | Da        | Da            |                                                                                         |
| 1990 | Home Alone                            | Nu      | Da        | Da            |                                                                                         |
| 1991 | Career Opportunities                  | Nu      | Da        | da            |                                                                                         |
| 1991 | Only the Lonely                       | Nu      | Nu        | Da            |                                                                                         |
| 1991 | Dutch                                 | Nu      | Da        | Da            |                                                                                         |
| 1991 | Curly Sue                             | Da      | Da        | Da            |                                                                                         |
| 1992 | Beethoven                             | Nu      | Da        | Nu            | Creditat sub numele Edmond Dantès                                                       |
| 1992 | Home Alone 2: Lost in New York        | Nu      | Da        | Da            | Personajele create de John Hughes                                                       |
| 1993 | Dennis the Menace                     | Nu      | Da        | Da            |                                                                                         |
| 1994 | Baby's Day Out                        | Nu      | Da        | Da            |                                                                                         |
| 1994 | Miracle on 34th Street                | Nu      | Da        | Da            |                                                                                         |
| 1996 | 101 Dalmatians                        | Nu      | Da        | Da            |                                                                                         |
| 1997 | Flubber                               | Nu      | Da        | Da            |                                                                                         |
| 1997 | Home Alone 3                          | Nu      | Da        | Da            |                                                                                         |
| 1998 | Reach the Rock                        | Nu      | Da        | Da            |                                                                                         |
| 2001 | Just Visiting                         | Nu      | Da        | Nu            |                                                                                         |
| 2001 | New Port South                        | Nu      | Nu        | Da            |                                                                                         |
| 2002 | Maid in Manhattan                     | Nu      | Povestea  | Nu            | Creditat sub numele Edmond Dantes                                                       |
| 2008 | Drillbit Taylor                       | Nu      | Povestea  | Nu            | Creditat sub numele Edmond Dantes                                                       |